# Pasaporte letón
El pasaporte letón es un documento de identidad emitido por el  gobierno de la República de Letonia que identifica al/a la nacional letón/ona ante las autoridades de otros países, permitiendo la anotación de entrada y salida a través de puertos, aeropuertos y vías de acceso internacionales. Permite también contener los visados de autorización de entrada. El pasaporte permite los derechos de libre circulación y residencia en cualquiera de los estados del Espacio Económico Europeo, así como en Suiza. Los letones/as son también ciudadanos de la Unión Europea.

## Apariencia física y datos contenidos
El pasaporte letón es de color borgoña (como casi todos los pasaportes de la Unión Europea), con las palabras "EIROPAS SAVIENIBA" (Español: Unión Europea), "LATVIJAS REPUBLIKA" (Español: República de Letonia) y "PASE" (Español: Pasaporte) inscritas en la parte superior de la portada, y el Escudo de armas de Letonia estampado en la parte inferior de la portada. El pasaporte letón tiene el símbolo biométrico estándar estampado bajo la palabra PASE, y usa el diseño estándar de la Unión Europea.
```
El pasaporte para personas sin ciudadanía definida, sin embargo, es 
azul
 oscuro, con las palabras 
LATVIJAS REPUBLIKA
 y 
NEPILSONA PASE
 (Español: Pasaporte de no ciudadano).

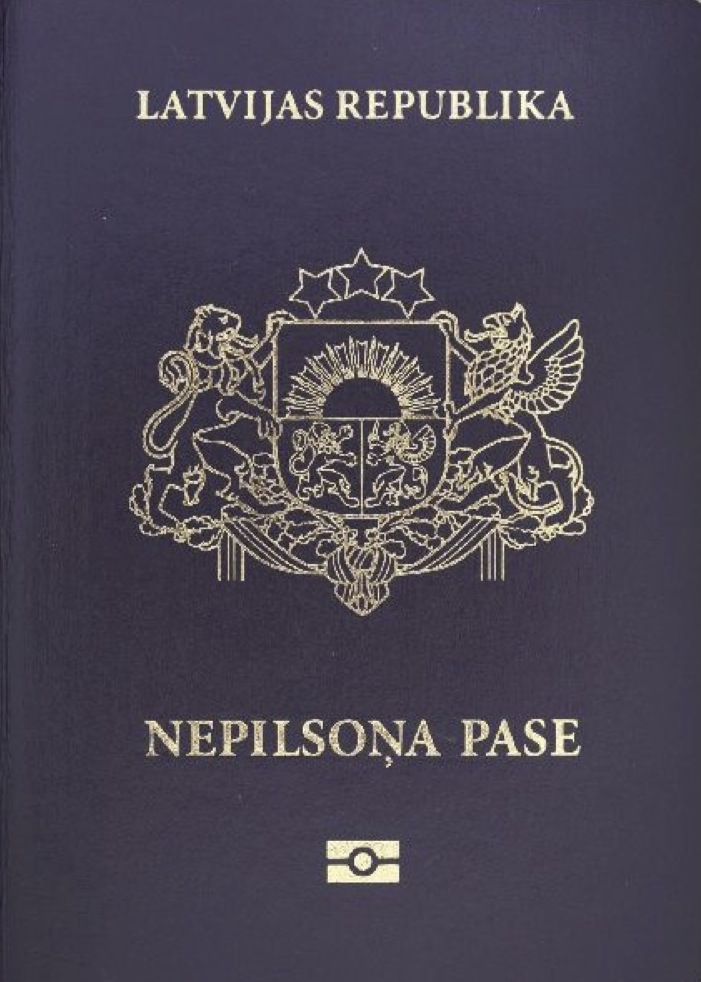
Pasaporte Letón para personas sin ciudadanía definida.

```

## Visados
En 2021, Letonia está en el puesto 11 junto con su vecino Estonia, Islandia y Eslovenia, haciendo que puedan acceder a 182 países.

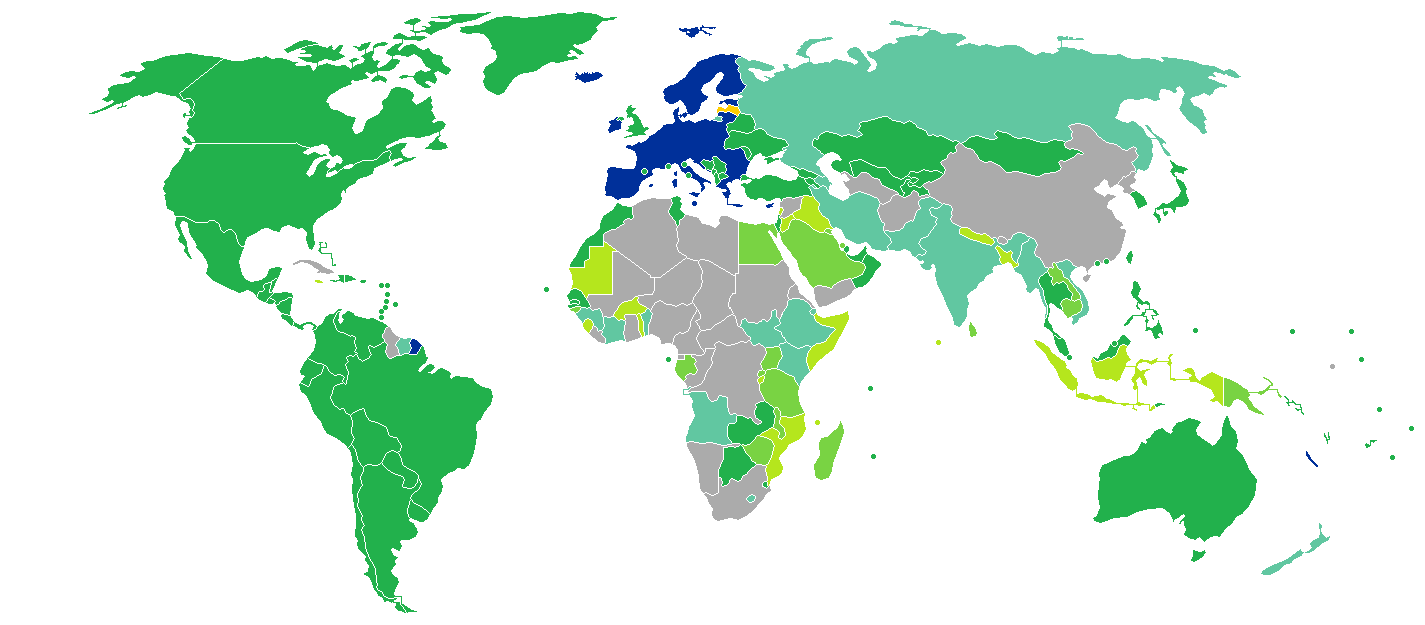
Letonia
Libre movimiento
No requiere visa
Visa a la llegada
eVisa
Visa disponible tanto a la llegada como en línea
Se requiere visa antes de la llegada